# 蒙塔尔万镇
蒙塔尔万镇是西班牙卡斯蒂利亚-拉曼恰托莱多省的一个市镇。总面积141平方公里，总人口7131人（2001年），人口密度51人/平方公里。